# Volksballade
De benaming volksballade wordt sinds de Romantiek gegeven aan episch-lyrische gedichten, aanvankelijk romances genoemd, die op een naïeve wijze in hoofdzaak aandoenlijke middeleeuwse taferelen beschrijven. Men ging van de veronderstelling uit dat deze gedichten in de volksmond van generatie op generatie waren overgeleverd. In 1763 verscheen Bishop Percy's Reliques of Ancient English Poetry, waarin zulke volkspoëzie was bijeengebracht. 
Vanaf die tijd werd ballade een verzamelbegrip voor een veelheid van vormen uit de volkspoëzie, waarin echter wel gemeenschappelijke kenmerken werden onderkend:
- de inhoud was droefgeestig van aard;
- veelal werden de personages rechtstreeks sprekend opgevoerd, in de directe rede dus;
- het verhaal ging sprongsgewijs vooruit.

Ze hadden een tegenhanger in wat sinds de middeleeuwen de romance of romanse werd genoemd: dan was de inhoud juist bemoedigend. Tot deze volksballaden en -romancen werden lange, maar ook kortere werken uit de Middeleeuwen gerekend. Enkele voorbeelden waren:
- 'Heer Halewijn zong een liedekijn'
- 'Het waren twee koningskinderen'
- 'Het daghet in den oosten'

Inmiddels zijn de opvattingen veranderd en wordt noch aan de grote ouderdom, noch aan de overleveringsvorm van deze balladen meer absoluut geloof gehecht.

## Broadside ballads
Na de uitvinding van de drukpers en voor de komst van kranten verschenen van de 16e eeuw tot het einde van de 19e eeuw broadsides (een eenzijdig bedrukt vel papier) ballads, ook bekend als straatballades, met  berijmde verslagen over actuele gebeurtenissen. Weinig van die actuele stukken overleefden lang, maar een aantal zielige tragedies, zoals 'The Children in the Wood' en broadsides over Robin Hood, Guy of Warwick en andere helden, bleven eeuwige favorieten.
In 1962 werd het genre nieuwe leven ingeblazen door het "Broadside Magazine", waar veel folk-artiesten aan bijdroegen, zoals Bob Dylan en Pete Seeger.
Veel werk hieruit is uitgebracht door "Folkways/Smithsonian Records".

## Volksballaden uit de Romantiek
Het genre werd ook nagevolgd. Goethe dichtte zijn Erlkönig, Coleridge The Rime of the Ancient Mariner, en er zijn talloze andere voorbeelden.

## Andere vorm
De volksballade is een geheel ander genre dan de cultuurballaden zoals die in een strak gereglementeerde vorm werden beoefend door dichters als François Villon, later door de Rederijkers en sinds ca. 1850 door moderne dichters.